# Partido Social Alemán (República de Weimar)
El Partido Social Alemán (en alemán: Deutschsoziale Partei, DSP) fue un partido político antisemita y völkisch en Alemania y la Ciudad Libre de Danzig durante la República de Weimar.

## Historia
El partido fue fundado el 23 de febrero de 1921 por Richard Kunze para competir con el Partido Socialista Alemán. Con sede en Berlín, en 1925 tenía alrededor de 34.000 miembros; 3.000 en Berlín, 5.000 en Sajonia, 2.400 en Silesia Central, 2.300 en Posen-Prusia Occidental y 5.000 en Danzig.

### Alemania
El partido participó en las elecciones al Reichstag en Opole en 1922, una parte retrasada de las elecciones federales de 1920. Recibió el 4,5% de los votos y no logró obtener ningún escaño. En las elecciones de mayo de 1924 el partido recibió el 1,1% del voto nacional, ganando cuatro escaños. Kunze, Konrad Jenzen, Hans Kurth y Friedrich Stock se convirtieron en diputados del partido, aunque Kurth y Stock desertaron al Movimiento Nacionalsocialista por la Libertad a finales de año. Concurrió a las elecciones de diciembre de 1924 con el Reichsbund für Aufwertung; su porcentaje de votos cayó al 0,5% y perdió toda representación parlamentaria.
En las elecciones de 1928, el porcentaje de votos del partido cayó al 0,2% y permaneció sin escaños. El partido se disolvió al año siguiente y Kunze se unió al Partido Nazi.

### Ciudad Libre de Danzig
El partido participó en las elecciones de 1923, recibió el 6% de los votos y ganó siete escaños en el Volkstag de 120 escaños. Las elecciones de 1927 vieron caer el porcentaje de votos del partido al 1,2%, y ganó solo un escaño.